# Divizie

Semnul convenţional pentru o unitate de tip „Divizie” (codificare NATO)

Divizia este o mare unitate de nivel tactic, de arme întrunite (infanterie) sau de armă (cavalerie, tancuri, geniu, artilerie antiaeriană etc.) din forțele armate ale unui stat. Divizia nu are o organizare și încadrare unică, acestea variind de la țară la țară și de la o perioadă istorică la alta. O divizie de infanterie din armatele moderne este compusă, de regulă dintr-un număr de 2-3 brigăzi de infanterie și un număr de unități și subunități de sprijin de luptă (artilerie, geniu, aviație etc.) și sprijin (logistică, transporturi etc.). Efectivul unei divizii variază între 10.000-30.000 militari.
Diviziile sunt comandate, de regulă de ofițeri cu grad de general cu două stele, având denumiri diverse cum ar fi: general-maior (NATO), general-locotenent (URSS, Rusia, țările fostului Tratat de la Varșovia, Germania Imperială etc.), general de divizie (Franța, Armata Regală Română).
Ca tip de acțiune de luptă Divizia poate duce, singură sau împreună cu alte mari unități și unități o bătălie sau poate participa la o „operație” condusă de un Corp de armată sau armată

Emblema Diviziei 101 aeropurtate americane.

Exemple:
- Divizia 2 Infanterie
- Divizia 1 Blindată (România)
- Divizia 1 Infanterie „Dacica”
- Divizia 4 Infanterie „Gemina”
- Divizia Tudor Vladimirescu